# 單折尾蝦
單折尾蝦（学名：Uroptychus singularis）为劣柱蝦科折尾蝦屬下的一个种。